# 御木沢村
御木沢村（おぎさわむら）は、福島県田村郡にかつて存在した村である。

## 地理
- 現在の三春町の北部に位置する。
- 村域は阿武隈高地に位置し、山がちな地形が多い。

## 歴史

### 村域の変遷
- 1889年（明治22年）4月1日 - 町村制施行により、平沢村・御祭村・七草木村が合併し田村郡御木沢村が発足。
- 1955年（昭和30年）4月1日 - 御木沢村は三春町、沢石村、要田村、中妻村、中郷村が合併し三春町が発足。御木沢村は消滅。

変遷表
| 1868年 以前 | 1868年 以前 | 明治22年 4月1日 | 昭和30年 4月1日 | 現在   |
| ----------- | ----------- | --------------- | --------------- | ------ |
|             | 平沢村      | 御木沢村        | 三春町          | 三春町 |
|             | 御祭村      | 御木沢村        | 三春町          | 三春町 |
|             | 七草木村    | 御木沢村        | 三春町          | 三春町 |

## 大字
- 平沢（ひらさわ）
- 御祭（おまつり）
- 七草木（ななくさぎ）

## 人口・世帯

### 人口
総数 [単位： 人]
| 1889年（明治22年） | 1,364 |
| 1920年（大正 9年） | 1,558 |
| 1947年（昭和22年） | 2,385 |

### 世帯
総数 [単位： 世帯]
| 1920年（大正 9年） | 286 |
| 1947年（昭和22年） | 414 |